# Ikano Bank
Ikano Bank – szwedzki bank należący do Grupy Ikano, która do 1988 roku była częścią IKEA. Został założony przez twórcę IKEA, Ingvara Kamprada, dlatego jest zaliczany do rodziny firm z korzeniami IKEA.
Bank ten jest obecny w 8 krajach: Szwecji, Danii, Finlandii, Norwegii, Austrii, Polsce, Niemczech i Wielkiej Brytanii. Do 2022 działał również w Rosji. Siedziba główna Ikano Banku znajduje się w Malmö.

## Działalność w Polsce
W 2010 Komisja Nadzoru Finansowego nie sprzeciwiła się zamiarowi prowadzenia przez Ikano Bank AB z siedzibą w Niemczech działalności na terytorium Polski poprzez oddział. W tym samym roku rozpoczęto oferowanie produktów kredytowych klientom: kredytów ratalnych, kredytów gotówkowych i kart kredytowych, bezpośrednio, poprzez punkty kredytowe w sklepach IKEA oraz poprzez partnerów zewnętrznych. Siedziba główna oddziału zlokalizowana jest w Warszawie.